# Sean Rowe

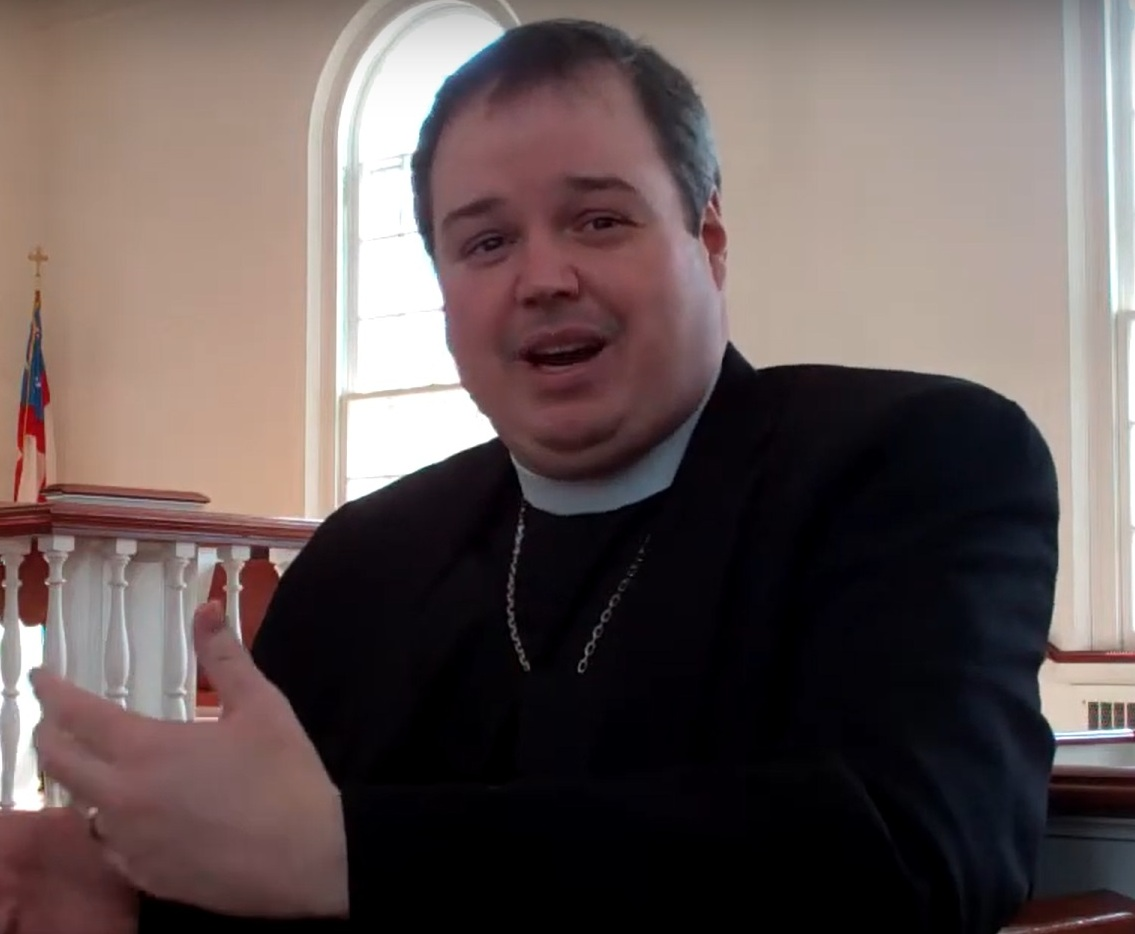
Bischof Sean Rowe (2014)

Sean Walter Rowe (* 16. Februar 1975 in Sharon, Pennsylvania) ist ein amerikanischer Bischof der Episkopalkirche der Vereinigten Staaten und seit 1. November 2024 als Presiding Bishop deren Primas.

## Leben
Sean Rowe wuchs in Hermitage, Pennsylvania auf, seine Eltern arbeiteten in der Autoindustrie. In seiner Kindheit und Jugend war er in der Gemeindearbeit der methodistischen Gemeinde aktiv, obwohl seine Mutter römisch-katholisch und sein Vater in der United Church of Christ aufgewachsen war. Zur Episkopalkirche kam er durch eine Theologin, die ihn während seines Bachelorstudiums in Geschichte in Grove City begleitete. Nach seinem Abschluss 1997 begann er am Virginia Theological Seminary zu studieren.
Im Jahr 2000 wurde er mit 24 Jahren zum Priester geweiht und wurde Rektor der St. John’s Church in Franklin, Pennsylvania. Damit war er der jüngste Priester der Episcopal Church. Nur sieben Jahre später wurde er zum Bischof von Nordwest-Pennsylvania ernannt und damit auch zum jüngsten Bischof seit langer Zeit. Zusätzlich war er von 2014 bis 2018 provisorischer Bischof der Diözese Bethlehem in Pennsylvania und ab 2019 provisorischer Bischof von Western New York.
Am 26. Juni 2024 wurde er von der 81. Generalversammlung der Episkopalkirche der Vereinigten Staaten zum Nachfolger des bisherigen Presiding Bishop, Michael Curry, gewählt. Dessen Amtszeit endete mit dem 1. November nach neun Jahren regulär. Am 2. November 2024 wurde er in einem Gottesdienst in New York feierlich in sein Amt eingeführt.
Als Presiding Bishop leitete Rowe den Gottesdienst zum Staatsbegräbnis des früheren US-Präsidenten Jimmy Carter am 9. Januar 2025.